# Deutzia gracilis
Deutzia gracilis, (още стройна дойция), е вид цъфтящо растение от семейство хортензии (Hydrangeaceae), по произход от Япония. Това е широколистен храст с противоположни, прости листа и тънки, извити стъбла. Цъфти през пролетта и лятото с бели цветове.
Компактният сорт „Nikko“, нарастващ до 1 м височина и 1,5 м широчина, печели „Наградата за градински заслуги“ на „Кралското градинарско общество“.